# Missioni Cosmos 2021-2030
La lista comprende tutti i satelliti lanciati tra il 2021 e il 2030 che hanno ricevuto la denominazione Cosmos, con il relativo vettore. 

## 2021
| Designazione | Nome               | NSSDC ID  | Data        | Lanciatore          | Funzione                               |
| ------------ | ------------------ | --------- | ----------- | ------------------- | -------------------------------------- |
| Cosmos 2549  | Lotos-S1 No.4      | 2021-008A | 2 febbraio  | Soyuz-2.1b          | satellite militare ELINT               |
| Cosmos 2550  | Pion-NKS No.1      | 2021-056A | 25 giugno   | Soyuz-2.1b          | satellite militare SIGINT              |
| Cosmos 2551  | EMKA               | 2021-081A | 9 settembre | Soyuz-2.1v / Volga  | satellite da ricognizione sperimentale |
| Cosmos 2552  | EKS-5 (Tundra L15) | 2021-113A | 25 novembre | Soyuz-2.1b / Fregat | Missile early warning                  |

## 2022
| Designazione | Nome                | NSSDC ID  | Data        | Lanciatore          | Funzione                                   |
| ------------ | ------------------- | --------- | ----------- | ------------------- | ------------------------------------------ |
| Cosmos 2553  | Neitron No.1        | 2022-011A | 5 febbraio  | Soyuz-2.1a / Fregat | satellite da ricognizione                  |
| Cosmos 2554  | Lotos-S1 No.5       | 2022-036A | 7 aprile    | Soyuz-2.1b          | satellite militare ELINT                   |
| Cosmos 2555  | MKA EMKA No.3       | 2022-044A | 29 aprile   | Angara 1.2          | satellite da ricognizione (ottico)         |
| Cosmos 2556  | Bars-M 3L           | 2022-054A | 19 maggio   | Soyuz-2.1a          | satellite da ricognizione ottico           |
| Cosmos 2557  | GLONASS-K 16L       | 2022-075A | 7 luglio    | Soyuz-2.1b / Fregat | Sistema satellitare globale di navigazione |
| Cosmos 2558  | 14F150 Nivelir No.3 | 2022-089A | 1 agosto    | Soyuz-2.1v / Volga  | satellite da ricognizione                  |
| Cosmos 2559  | GLONASS-K 17L       | 2022-130A | 10 ottobre  | Soyuz-2.1b / Fregat | Sistema satellitare globale di navigazione |
| Cosmos 2560  | EO MKA No.3         | 2022-135A | 15 ottobre  | Angara 1.2          | Satellite militare                         |
| Cosmos 2561  | MKA No.1            | 2022-137A | 21 ottobre  | Soyuz-2.1v          | satellite da ricognizione                  |
| Cosmos 2562  | MKA No.2            | 2022-137B | 21 ottobre  | Soyuz-2.1v          | satellite da ricognizione                  |
| Cosmos 2563  | EKS-6 (Tundra 16L)  | 2022-145A | 2 novembre  | Soyuz-2.1b / Fregat | Missile early warning                      |
| Cosmos 2564  | GLONASS-M 761       | 2022-161A | 28 novembre | Soyuz-2.1b          | Sistema satellitare globale di navigazione |
| Cosmos 2565  | Lotos-S1 No.6       | 2022-163A | 30 novembre | Soyuz-2.1b          | satellite militare ELINT                   |
| Cosmos 2566  | Sconosciuto         |           | 30 novembre | Soyuz-2.1b          |                                            |

## 2023
| Designazione | Nome           | NSSDC ID  | Data                | Lanciatore          | Funzione                                   |
| ------------ | -------------- | --------- | ------------------- | ------------------- | ------------------------------------------ |
| Cosmos 2567  | Bars-M 4L      | 2023-040A | 23 marzo 2023       | Soyuz-2.1a          | satellite da ricognizione                  |
| Cosmos 2568  | EO MKA No.4    | 2023-045A | 29 marzo 2023       | Soyuz-2.1v          | satellite militare                         |
| Cosmos 2569  | GLONASS-K2 13L | 2023-114A | 8 agosto 2023 13:20 | Soyuz-2.1b / Fregat | Sistema satellitare globale di navigazione |
| Cosmos 2570  | Lotos-S1 No.7  | 2023-165A | 27 ottobre 2023     | Soyuz-2.1b          | satellite militare ELINT                   |
| Cosmos 2571  | sconosciuto    |           | 27 ottobre 2023     | Soyuz-2.1b          | sconosciuto                                |
| Cosmos 2572  | Razdan 1       | 2023-182A | 25 novembre 2023    | Soyuz-2.1b          | satellite da ricognizione                  |
| Cosmos 2573  | Bars-M 5L      | 2023-201A | 21 dicembre 2023    | Soyuz-2.1b          | satellite da ricognizione                  |
| Cosmos 2574  | Razbeg No.1    | 2023-209A | 27 dicembre 2023    | Soyuz-2.1v          | satellite da ricognizione                  |

## 2024
| Designazione | Nome        | NSSDC ID  | Data            | Lanciatore | Funzione                  |
| ------------ | ----------- | --------- | --------------- | ---------- | ------------------------- |
| Cosmos 2575  | Razbeg No.2 | 2024-026A | 9 febbraio 2024 | Soyuz-2    | satellite da ricognizione |